# معضمیه القلمون
معضمیة القلمون یک منطقهٔ مسکونی در سوریه است که در استان ریف دمشق واقع شده‌است.

## خصوصیات
معضمیة القلمون ۱۴٬۲۲۸ نفر جمعیت دارد.